# اتفاقية الأسلحة الكيميائية 1990
اتفاقية الأسلحة الكيميائية في 1 يونيو 1990، وقع الرئيس الأمريكي جورج بوش الأب والرئيس الروسي ميخائيل غورباتشوف على اتفاقية الأسلحة الكيميائية بين الولايات المتحدة الأمريكية والاتحاد السوفياتي. المعروف رسميا باسم «اتفاقية تدمير الأسلحة الكيميائية وعدم إنتاجها، والتدابير الرامية إلى تيسير الاتفاقية المتعددة الأطراف بشأن حظر الأسلحة الكيميائية». وقد وقع هذا الاتفاق خلال اجتماع قمة في واشنطن العاصمة.

## المعايير
يتطلب الاتفاق الثنائي بدء تدمير الأسلحة الكيميائية قبل عام 1993، وتخفيض مخزونات الأسلحة الكيماوية إلى ما لا يزيد عن 5 آلاف طن لكل دولة بحلول 31 ديسمبر 2002. كما طالب الجانبان بوقف إنتاج الأسلحة الكيميائية عند بدء نفاذ الاتفاق. وبالإضافة إلى ذلك، أُذن بالتفتيش الموقعي للتأكد من حدوث التدمير، وستحدث عمليات تبادل للبيانات على مستويات المخزون لتسهيل الرصد. شمل الاتفاق أيضا تعهدًا متبادلًا بدعم حظر عالمي على الأسلحة الكيميائية.

## وصلات خارجية
- أسلحة الدمار الشامل حول العالم (بالإنجليزية)
- الولايات المتحدة الأمريكية: ملف الأسلحة الكيميائية (بالإنجليزية)